# Spalding (azienda)
Spalding è un'azienda di articoli sportivi fondata da Albert Spalding a Chicago nel 1876. È specializzata nella produzione di palloni per vari sport.
È nota in modo particolare per i palloni da pallacanestro. Realizza prodotti anche per baseball, calcio, softball, pallavolo, football americano e golf.

## Storia
Albert Spalding fondò l'azienda nel 1876.
Nel 1892 la Spalding acquistò Wright & Ditson e AJ Reach, entrambe aziende rivali nella produzione di articoli sportivi.
Spalding divenne una divisione della Russell Corporation dal 2003. L'acquisto dell'azienda non comprese le operazioni di Spalding nel golf, che comprendevano la Top-Flite, Ben Hogan e  marchi Strata, che vennero poi acquistati dalla Callaway nello stesso anno.
È leader nella produzione di palloni da basket ed è stata fornitrice ufficiale della NBA dal 1983 al 2021.
L'azienda fornisce anche il pallone ufficiale della Arena Football League, principale campionato di football a 8 negli Stati Uniti. L'azienda produce anche borse in pelle, naturale o sintetica.
È stata una delle prime aziende sportive a far sponsorizzare i suoi prodotti dagli atleti. Il primo sportivo ad essere sponsorizzato dalla Spalding è stato Pancho Gonzales, tennista che firmò un contratto con l'azienda in esclusiva.